# Moaaz Mohamed Ibrahim
Moaaz Mohamed Ibrahim (* 8. Februar 1999 in Kairo) ist ein katarischer Diskuswerfer ägyptischer Herkunft, der gelegentlich auch im Kugelstoßen an den Start geht. Er ist mit der katarisch-lettischen Gewichtheberin Rebeka Ibrahima verheiratet.

## Sportliche Laufbahn
Erste internationale Erfahrungen sammelte Moaaz Mohamed Ibrahim bei den Arabischen Juniorenmeisterschaften 2016 in Tlemcen, bei denen er mit 17,00 m und 62,13 m jeweils die Goldmedaille im Kugelstoßen und im Diskuswurf gewann. Anschließend siegte er bei den Juniorenasienmeisterschaften in der Ho-Chi-Minh-Stadt mit 60,49 m mit dem Diskus und wurde mit 16,86 m Siebter im Kugelstoßen. Zudem siegte er mit 63,63 m auch bei den U20-Weltmeisterschaften im polnischen Bydgoszcz. 2017 wurde er bei den Islamic Solidarity Games in Baku mit 54,15 m Sechster und erreichte bei den Asienmeisterschaften in Bhubaneswar mit 54,49 m Rang zwölf. Zudem gewann er bei den Arabischen Meisterschaften in Radès mit 58,94 m die Bronzemedaille. Im Jahr darauf siegte er mit 18,57 m bei den Juniorenasienmeisterschaften in Gifu im Kugelstoßen und gewann mit dem Diskus mit 61,50 m die Silbermedaille. Anschließend wurde er bei den U20-Weltmeisterschaften in Tampere mit 59,87 m Fünfter. Ende August nahm er erstmals an den Asienspielen in Jakarta teil und belegte dort mit 53,08 m den neunten Platz. 2019 erreichte er bei den Asienmeisterschaften in Doha mit einer Weite von 59,80 m den fünften Rang. 2021 begann er ein Studium an der West Texas A&M University und im Jahr darauf gewann er bei den Islamic Solidarity Games in Konya mit 61,35 m die Silbermedaille hinter dem Kuwaiter Essa Mohamed al-Zenkawi.
2023 siegte er mit 61,30 m bei den Westasienmeisterschaften in Doha und gewann anschließend bei den Arabischen Meisterschaften in Marrakesch mit 59,11 m die Silbermedaille hinter dem Kuwaiter Essa Mohamed al-Zenkawi. Kurz darauf siegte er mit 62,48 m bei den Panarabischen Spielen in Algier und wurde dann bei den Asienmeisterschaften in Bangkok mit 59,28 m Vierter. Im August schied er bei den Weltmeisterschaften in Budapest mit 60,40 m in der Qualifikationsrunde aus und im Oktober belegte er bei den Asienspielen in Hangzhou mit 60,77 m den vierten Platz. Im Jahr darauf gewann er bei den Westasienmeisterschaften in Basra mit 58,34 m die Silbermedaille hinter dem Kuwaiter Essa Mohamed al-Zenkawi und 2025 gewann er bei den Arabischen Meisterschaften in Oran mit 58,67 m die Bronzemedaille hinter dem Algerier Oussama Khennoussi und al-Zenkawi aus Kuwait. Kurz darauf belegte er bei den Asienmeisterschaften in Gumi mit 57,70 m den fünften Platz.
2024 wurde Ibrahim katarischer Meister im Diskuswurf.

## Persönliche Bestleistungen
- Kugelstoßen: 16,26 m, 26. April 2017 in Doha
- Diskuswurf: 63,26 m, 10. August 2023 in Jöhvi